# Парр, Джон
Парр Джон Генри (англ. John Henry Parr; 1897—1914) — первый британский солдат, убитый во время Первой мировой войны.

## Биография
Родился 19 июля 1897 года в местечке Lichfield Grove, ныне район Барнет Лондона. Был младшим из одиннадцати детей Эдварда и Элис Парр.
После окончания школы работал в мясной лавке, потом в гольф-клубе North Middlesex Golf Club. Затем записался в армию, служил в 4-м батальоне Миддлсекского полка с 1912 года (в возрасте 15 лет, завысив свой возраст до 18 лет и одного месяца).
Принимал участие в Первой мировой войне, был разведчиком-велосипедистом. Вместе со своим батальоном из Саутгемптона был направлен в Булонь-сюр-Мер, Франция. Его часть расположилась во французском местечке Bettignies недалеко от Монса, Бельгия. Вместе со своим сослуживцем был направлен 21 августа 1914 года в разведку в деревню Обург, Бельгия.
По официальной британской версии, они встретились с немецким кавалерийским патрулем. Прикрывая своего напарника, который вернулся в часть, Парр удерживал немцев и в перестрелке был убит. Однако, согласно немецким документам, в этом месте немецких кавалеристов в тот день не было. Возможно, Парр либо был убит своими или бельгийцами по ошибке, либо он погиб на следующий день в битве при Монсе.
Похоронен на кладбище St Symphorien Commonwealth War Graves Commission cemetery в Монсе. Рядом с ним расположена могила последнего британца, погибшего в этой же войне — Джорджа Эллисона.